# Loi d'airain des salaires
Pour le concept sociologique, voir Loi d'airain de l'oligarchie.
La loi d'airain des salaires est une loi économique selon laquelle le salaire net réel tend vers le niveau minimum nécessaire pour faire subsister le travailleur et sa famille à long terme.
Elle fut formulée sous cette dénomination au milieu du XIXe siècle par Ferdinand Lassalle dans le cadre d'une critique virulente du libéralisme, sur la base des théories exposées par Thomas Malthus dans son Essai sur le principe de population.

## Histoire

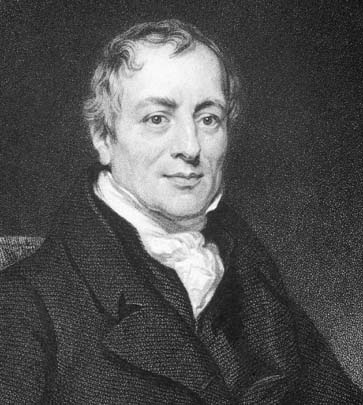
David Ricardo (1772-1823).

Si l'on retient généralement Ferdinand Lassalle comme le premier à avoir formulé la loi d'airain des salaires, la paternité de cette loi demeure controversée. Plusieurs auteurs en ont eu l'intuition avant Lassalle, mais en ne l'exposant souvent que de manière précaire. C'est le cas, par exemple, de William Petty dès 1672, de J. Vanderlint en 1734, de Jacques Turgot en 1766 (cités par Marx dans Le Capital, en 1867). On peut aussi citer Jean de Sismondi, qui, dans ses Nouveaux principes en 1819, aborde le sujet.
La postérité de cette loi vient des travaux de l'école classique d'économie, qui a adopté cette loi d'airain. David Ricardo l'appelle « loi du salaire nécessaire » en 1821. Les marxistes reprennent la loi, d'abord Friedrich Engels en 1844, puis Karl Marx lui-même en 1847, dans Misère de la philosophie. Il la reprend en 1875 dans sa Critique du programme de Gotha.
Une brouille politique amènera Marx à critiquer Lassalle sans ménagement, en particulier dans sa Critique du programme du parti ouvrier allemand : « De la « loi d'airain des salaires » rien, comme on le sait, n'appartient à Lassalle, si ce n'est le mot « d'airain » emprunté aux « grandes et éternelles lois d'airain » de Goethe ».

## Concept
La loi d'airain des salaires est un mécanisme économique autorégulateur qui lie la démographie et l'évolution des salaires. Lorsque le salaire est supérieur au salaire de subsistance (le salaire plancher pour qu'un travailleur puisse survivre), cela entraîne une hausse de la natalité. La population augmente, et donc, à terme, l'offre de travail, car les enfants nés entrent par la suite sur le marché du travail. Or, du fait de l'offre et de la demande, un surcroît de travailleurs entraîne mécaniquement une baisse des salaires.
A contrario, lorsque le salaire est inférieur au minimum de subsistance, les travailleurs meurent, ce qui raréfie la main-d'œuvre et fait monter les salaires.
Jules Michelet mentionnera toutefois les salaires ouvriers qui n'avaient cessé de baisser de 1830 à 1870, mais s'accompagnaient d'une baisse des prix telle que les mêmes ouvriers aux salaires plus bas pouvaient s'offrir quelques sous-vêtements de coton que leur prix rendaient inaccessibles au début de cette période.

## Critique
La notion d'élasticité de la demande, augmentation des ventes d'un produit lorsque son prix baisse, n'est alors pas encore évoquée.
Cette loi ne prend en compte que les seules variables de la population et des salaires, et s'applique à une échelle de temps qui ne lui permet pas d'atteindre son point d'équilibre avant que de nombreux autres facteurs puissent changer radicalement les données du problème. Parmi ceux-ci, on peut citer :
- La productivité et la motivation des travailleurs (salaire d'efficience)
- La présence de moyens de production à rentabiliser ("Law of Rent (en)" de David Ricardo)
- L'investissement
- Le progrès technologique
- La capacité de négociation individuelle ou collective des travailleurs

- La lutte des classes